# 에스하타 후잔트
에스하타 후잔트(영어: Eskhata Khujand)는 타지키스탄의 축구 클럽으로, 후잔트를 연고로 하고 있다. 현재 타지키스탄의 최상위 리그인 타지키스탄 프리미어리그에 참가하고 있다.